# Odontopsammodius fimbriatus
Odontopsammodius fimbriatus är en skalbaggsart som beskrevs av Cartwright 1955. Odontopsammodius fimbriatus ingår i släktet Odontopsammodius och familjen Aphodiidae. Inga underarter finns listade i Catalogue of Life.